# Txomin Nagore
Txomin Nagore Arbizu (Pamplona, 26 agosto 1974) è un ex calciatore spagnolo, centrocampista.

## Carriera
Cresce nelle giovanili dell'Osasuna, squadra con la quale debutta con la squadra riserve nella stagione 1995-1996. Nel corso della stessa stagione viene "promosso" alla prima squadra, debuttando nella Segunda División.
Nella stagione 1997-1998 passa all'Athletic Bilbao, con cui debutta nella Primera División il 6 settembre 1997 nella partita Betis Siviglia-Athletic (1-1).
Dopo due stagioni passa al Numancia, da cui si trasferisce all'Atlético Madrid prima, all'Maiorca poi, quindi al Celta Vigo ed infine al Levante, dove resta un solo anno.
Fino alla stagione 2012-2013 rimane al Numancia, per poi trasferirsi, dopo 7 anni, al Mirandes.
È il secondo giocatore con più presenze nella storia del Numancia.